# エサム山
エサム山(Mons Esam)は、月の静かの海の北部にある小さな独立峰である。ウィトルウィウスの南東、ライエルの西北西に位置する。尾根の北東の湾は、愛の入江と呼ばれる。
月面座標は、北緯14.6°、東経35.7°であり、最大の直径は8kmである。特定の個人ではなく、アラビア語の男性名に因んで命名された。地殻変動過程によって形成されたものである。
エサム山のすぐ南には、1対の小さなクレーターがある。
| クレーター | 緯度    | 経度    | 直径 | 名前の由来       |
| ---------- | ------- | ------- | ---- | ---------------- |
| ディアナ   | 14.3° N | 35.7° E | 2 km | ラテン語の女性名 |
| グレース   | 14.2° N | 35.9° E | 1 km | 英語の女性名     |